# Leave It to Chance
Leave It to Chance est une série bande dessinée écrite par James Robinson et illustrée par Paul Smith. Publiée irrégulièrement en douze comic books par DC Comics entre 1996 et 1999, elle a fait l'objet d'un one-shot qui relançait l'histoire en 2002 chez Image Comics, resté sans suite. Seuls les quatre premiers numéros ont été traduits en français.

## Synopsis
Leave It to Chance se déroule dans un monde dans lequel des éléments surnaturels (magie, monstres, fantômes, démons, etc.) existent réellement et sont connus de tous. Les Falconer ont une tradition familiale de lutte contre les éléments surnaturels maléfiques. La jeune Chance Falconer, personnage principal de la série, a 14 ans, âge auquel les enfants de la famille commencent en principe leur entrainement. Cependant, son père, le célèbre magicien Lucas Falconer, refuse de l'initier. Il affirme que les techniques familiales peuvent seulement être transmises de père en fils, et explique à Chance qu'elle devrait plutôt attendre de pouvoir se marier et d'avoir un fils, qu'il initiera le temps venu. En réalité, il est surtout traumatisé par la mort de sa femme à la suite d'un incident avec des forces surnaturelles, et veut empêcher sa fille de prendre des risques qui pourraient l'amener à subir le même sort.
Refusant d'accepter cette décision, Chance se lance plus ou moins à l'insu de son père dans une série d'aventures en compagnie de son dragon familier Georges.

## Publications en français
- Leave It to Chance, Semic, coll. « Semic Books » :

1. La Danse de la pluie, 2002, 96 p.  (ISBN 2914082843)

## Prix et récompenses
- 1997 : Prix Eisner de la meilleure nouvelle série et de la meilleure publication pour enfants
- 1997 : Prix Harvey de la meilleure nouvelle série